# Фельнер, Фердинанд
Фердинанд Фельнер (нем. Ferdinand Fellner; 19 апреля 1847[…], Вена — 22 марта 1916[…], Вена) — австрийский архитектор мюнхенской школы конца XIX — начала XX веков. Совместно с Германом Гельмером спроектировал и построил около 48 театров во многих городах Центральной и Восточной Европы в стиле ренессанс с элементами барокко, некоторые здания были выполнены в стиле модерн

## Биография
Фердинанд Фельнер родился в семье архитектора Фердинанда Фельнера Старшего. Образование получил в студии Венского технического университета.
В 1870 году работал в Брно. В 1873 году совместно с Германом Гельмером основал в Вене архитектурное бюро «Фельнер и Гельмер».
Под руководством двух хозяев фирма спроектировала и построила театры в городах Австрии, Германии, Болгарии, Хорватии, Чехии, Словакии, Венгрии, Польши, Румынии, Швейцарии и Украины (Одесса и Черновцы).
Здание Одесского национального академического театра оперы и балета  было построено этими архитекторами в стиле венского «барокко» в 1887 году. Зрительный зал имеет уникальную акустику, его архитектура  выдержана в стиле позднего французского                       «рококо».
Черновицкий театр имени Ольги Кобылянской был сдан в 1905 году.
«Фельнер и Гельмер» также построили новое здание Венской обсерватории в 1874—1879 годах. После торжественного открытия обсерватории императором Францем Иосифом в ней находился самый большой телескоп во всём мире того времени.
У Фельнера и его жены Катарины (нем. Katharina) было двое детей: Мелани (нем. Melanie) и Фердинанд (нем. Ferdinand (genannt „Ferry“)).
- Главный портик Одесской Оперы
- Черновицкий театр
- Концертный зал Ронахер (нем. Etablissement Ronacher) в Вене
- Дворянское казино (современный Дом учёных во Львове)